# Административная реформа на Украине (2019)
Административная реформа на Украине в 2019 году завершила процесс оптимизации системы центральных органов исполнительной власти в рамках реформы децентрализации на Украине.

## Постановления Кабинета министров Украины

### 2 сентября 2019
Постановлением № 829 от 2 сентября 2019 года ряд переименований, реорганизаций, создания новых и ликвидаций существующих министерств в связи с новым составом Кабинета Министров Украины.
Переименовано:
| Старое название                                                                              | Новое название                                                                                           |
| -------------------------------------------------------------------------------------------- | --- |
| Министерство регионального развития, строительства и жилищно-коммунального хозяйства Украины | Министерство развития общин и территорий Украины                                                         |
| Министерство экономического развития и торговли Украины                                      | Министерство развития экономики, торговли и сельского хозяйства Украины                                  |
| Министерство экологии и природных ресурсов Украины                                           | Министерство энергетики и защиты окружающей среды Украины                                                |
| Министерства по делам ветеранов                                                              | Министерство по делам ветеранов, временно оккупированных территорий и внутренне перемещенных лиц Украины |

Созданы 2 органа власти:
| Создаваемый орган                                | Орган, передающий полномочия |
| ------------------------------------------------ | --- |
| Министерство культуры, молодежи и спорта Украины | Министерство информационной политики Украины (преобразование) Министерство культуры Украины (ликвидация) Министерство молодежи и спорта Украины (ликвидация) |
| Министерство цифровой трансформации Украины      | Государственное агентство по вопросам электронного управления (преобразование)                                                                               |

Ликвидировано или реорганизовано:
| Ликвидируемый орган                                                                           | Орган, которому передаются полномочия |
| --------------------------------------------------------------------------------------------- | --- |
| Министерство аграрной политики и продовольствия Украины                                       | Министерство развития экономики, торговли и сельского хозяйства Украины                                                                          |
| Министерство энергетики и угольной промышленности Украины                                     | Министерство энергетики и защиты окружающей среды Украины                                                                                        |
| Министерство по вопросам временно оккупированных территорий и внутри перемещенных лиц Украины | Министерство по делам ветеранов, временно оккупированных территорий и внутренне перемещенных лиц Украины                                         |
| Министерство культуры Украины Министерство молодежи и спорта Украины                          | Министерство культуры, молодежи и спорта Украины (впоследствии Министерство культуры и информационной политики и Министерство молодежи и спорта) |

## Последующие изменения в реформировании
В марте 2020 года Кабинет Министров Украины, возглавляемый Денисом Шмыгалем, остановил ликвидацию Министерства молодёжи и спорта.
25 мая 2020 года Денис Шмыгаль также заявил о намерениях разделить Министерство энергетики и защиты окружающей среды Украины на два профильных ведомства.